# Ischiodasys occulta
Ischiodasys occulta är en stekelart som beskrevs av John S. Noyes och Valentine 1989. Ischiodasys occulta ingår i släktet Ischiodasys och familjen dvärgsteklar. Inga underarter finns listade i Catalogue of Life.